# Genista micrantha
Genista micrantha är en ärtväxtart som beskrevs av Casimiro Gómez de Ortega. Genista micrantha ingår i släktet ginster, och familjen ärtväxter. Inga underarter finns listade i Catalogue of Life.